# غاتلين غريفيث
غاتلين غريفيث (بالإنجليزية: Gattlin Griffith)‏ مواليد 13 نوفمبر 1998 في كاليفورنيا، الولايات المتحدة، هو ممثل أمريكي بدأ مسيرته الفنية سنة 2002.

## الأعمال

### أفلام
- استبدال (2008)
- خلوة أزواج (2009) (بدور: روبرت)
- الفانوس الأخضر (2011) (بدور: ينغ هال جوردان)
- عيد العمال (2013) (بدور: هنري ويلر)

### مسلسلات
- كولد كيس (2007)
- كيف قابلت أمكما (2007) (بدور: بوي)
- مونك (2007) (بدور: ماثيو)
- ايلي ستون (2008)
- دون أثر (2009)
- خارق للطبيعة (2009) (بدور: جيسي تيرنر)
- كاسل (2010)
- عقول إجرامية (2010) (بدور: روبرت بروكس)

## روابط خارجية
- غاتلين غريفيث على موقع IMDb (الإنجليزية)
- غاتلين غريفيث على موقع ألو سيني (الفرنسية)
- غاتلين غريفيث على موقع أول موفي (الإنجليزية)
- غاتلين غريفيث على موقع قاعدة بيانات الأفلام السويدية (السويدية)
- غاتلين غريفيث على موقع قاعدة بيانات الفيلم (الإنجليزية)
- غاتلين غريفيث على موقع كينوبويسك (الروسية)